# Folake Akinyemi
Folake Akinyemi, född 31 mars 1990 i  Lagos i Nigeria, är en norsk friidrottare, specialiserad på kortdistanslöpning. Akinyemi tävlar sedan 2009 för Oslo-klubben SK Vidar, dit hon flyttade från grannklubben IL i BUL. Hon har i slutet av 2000-talets första decennium etablerat sig som en av Norges främsta kortdistanslöpare och var 2009 statistiketta på 200 meter både inomhus och utomhus. På de kortaste sprintdistanserna, 100 meter utomhus och 60 meter inomhus, var hon både 2008 och 2009 statistiktvåa efter tidigare klubbkamraten Ezinne Okparaebo.
Akinyemi har tagit tagit medaljer vid norska mästerskap såväl utomhus som inomhus. Internationellt har hon tagit sig till semifinal på 60 meter vid inne-EM 2009 och på 100 meter vid junior-VM 2008.

## Personliga rekord
| Gren            | Resultat | Datum            | Plats    | Kommentar |
| --------------- | -------- | ---------------- | -------- | --------- |
| 100 meter       | 11,47    | 24 juli 2009     | Novi Sad |           |
| 200 meter       | 23,75    | 24 juli 2009     | Novi Sad |           |
| 60 m (inomhus)  | 7,36     | 21 februari 2009 | Florø    |           |
| 100 m (inomhus) | 12,03    | 12 februari 2006 | Drammen  |           |